# La Motte-Servolex
La Motte-Servolex település Franciaországban, Savoie megyében. Lakosainak száma 12 167 fő (2022. január 1.). La Motte-Servolex Le Bourget-du-Lac, Chambéry, Marcieux, Nances, Saint-Sulpice, Verthemex és Voglans községekkel határos.

## Népesség
A település népességének változása:
| Lakosok száma | 11 563 | 11 731 | 12 232 | 11 826 | 11 932 | 12 120 | 12 377 | 12 299 | 12 167 |
|               | 2013   | 2015   | 2016   | 2017   | 2018   | 2019   | 2020   | 2021   | 2022   |